# Куютинський заказник
Кую́тинський зака́зник — іхтіологічний заказник місцевого значення в Україні. Розташований у межах Сокирянського району Чернівецької області, біля села Ломачинці. 
Площа 16 га. Статус надано 2001 року. Перебуває у віданні Дністровсько-Прутського басейнового управління водних ресурсів. 
Статус надано з метою збереження нерестовища промислових і рідкісних видів риб, розташованого в акваторії Дністровського водосховища.